# Maj
För andra betydelser, se Maj (olika betydelser).
Maj är årets femte månad i den gregorianska kalendern och har 31 dagar. Den innehåller årets 121:a till 151:a dag (122:a till 152:a vid skottår). Namnet kan komma från latinets Maius och därmed den romerske guden Jupiter (Jupiter Maius), eller från den romerska gudinnan Maia som förkroppsligade tillväxt.
Maj kallades förr i Sverige för blomstermånad alternativt lövmånad (se gammelnordiska kalendern); lövmånad användes bland annat i Skåne och Västsverige. Substantivet maj kan även syfta på gröna löv och gröna kvistar, och annan grönskande smyckning (även till exempel kransar och lövade stänger), som man smyckade personer och föremål med. Att maja innebär att pryda med gröna kvistar eller lövruskor, att löva.

## Det händer i maj

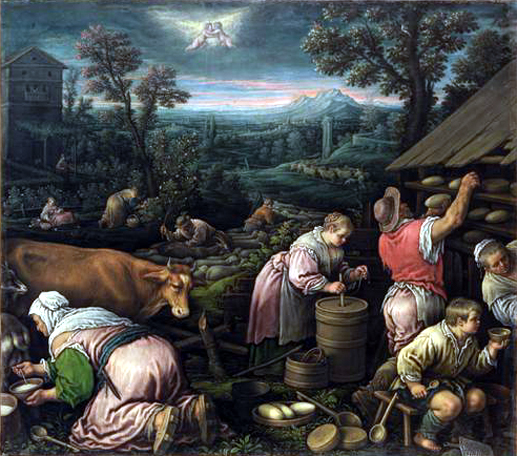
Maj, Leandro Bassano

### Högtider
- Första maj firas i många länder den 1 maj.[6]
- 3 maj firar Polen sin nationaldag.
- 4 maj firas Svenska teckenspråkets dag.[7]
- 9 maj firas Europadagen.[8]
- 17 maj firar Norge sin grundlagsdag.
- 22 maj firas Biologiska mångfaldens dag [9][10]
- Mors dag firas i Sverige sista söndagen i maj.[11]

### Musik

#### Populärmusik
- Eurovision Song Contest brukar anordnas i maj.

### Sport
- Elitloppet på Solvalla travbana hålls sista söndagen i maj.

#### Fotboll
- Finalerna i bland annat Uefa Europa League och Uefa Champions League spelas.

## Samband
- Maj börjar aldrig på samma veckodag som någon annan av årets månader, oavsett om det är skottår eller inte.